# 圣让莱比济
圣让莱比济（法語：Saint-Jean-lès-Buzy，法語發音：[sɛ̃ ʒɑ̃ lɛ byzi]，意为“比济附近的圣让”）是法国默兹省的一个市镇，属于凡尔登区。

## 地理
圣让莱比济（49°9'58"N, 5°43'42"E）面积10.34 平方千米，位于法国大東部大區默兹省，该省份为法国西北部内陆省份，北与比利时接壤，西接马恩省和阿登省，南至上马恩省和孚日省，东临默尔特-摩泽尔省。
与圣让莱比济接壤的市镇（或旧市镇、城区）包括：贝尚、穆阿维尔、奥莱、皮克斯、比济-达尔蒙、帕尔丰德吕、维莱苏帕雷。

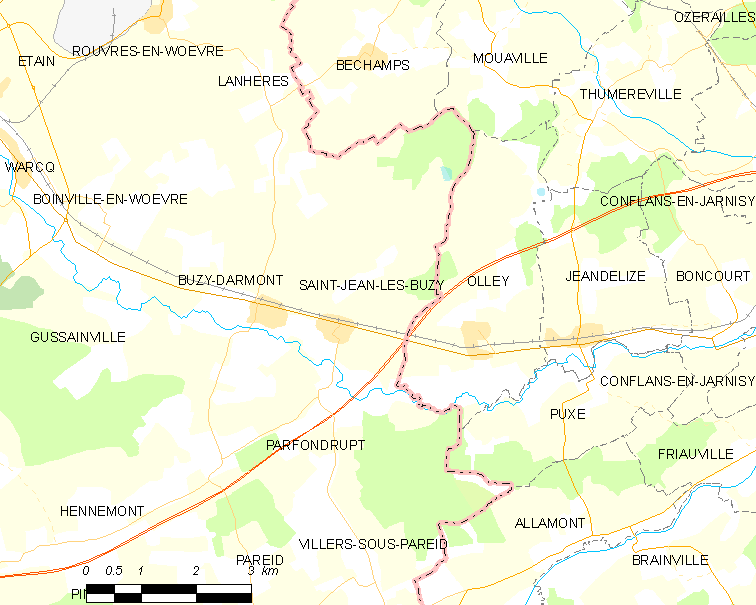
圣让莱比济的OSM定位图

圣让莱比济的时区为UTC+01:00、UTC+02:00（夏令时）。

## 行政
圣让莱比济的邮政编码为55400，INSEE市镇编码为55458。

## 政治
圣让莱比济所属的省级选区为埃坦县。

## 人口

1962-2008年间圣让莱比济人口变化图示

圣让莱比济于2022年1月1日时的人口数量为376人。